# Atherigona bella
Atherigona bella este o specie de muște din genul Atherigona, familia Muscidae. A fost descrisă pentru prima dată de Frey în anul 1917. Conform Catalogue of Life specia Atherigona bella nu are subspecii cunoscute.